# Carlo Rizzi

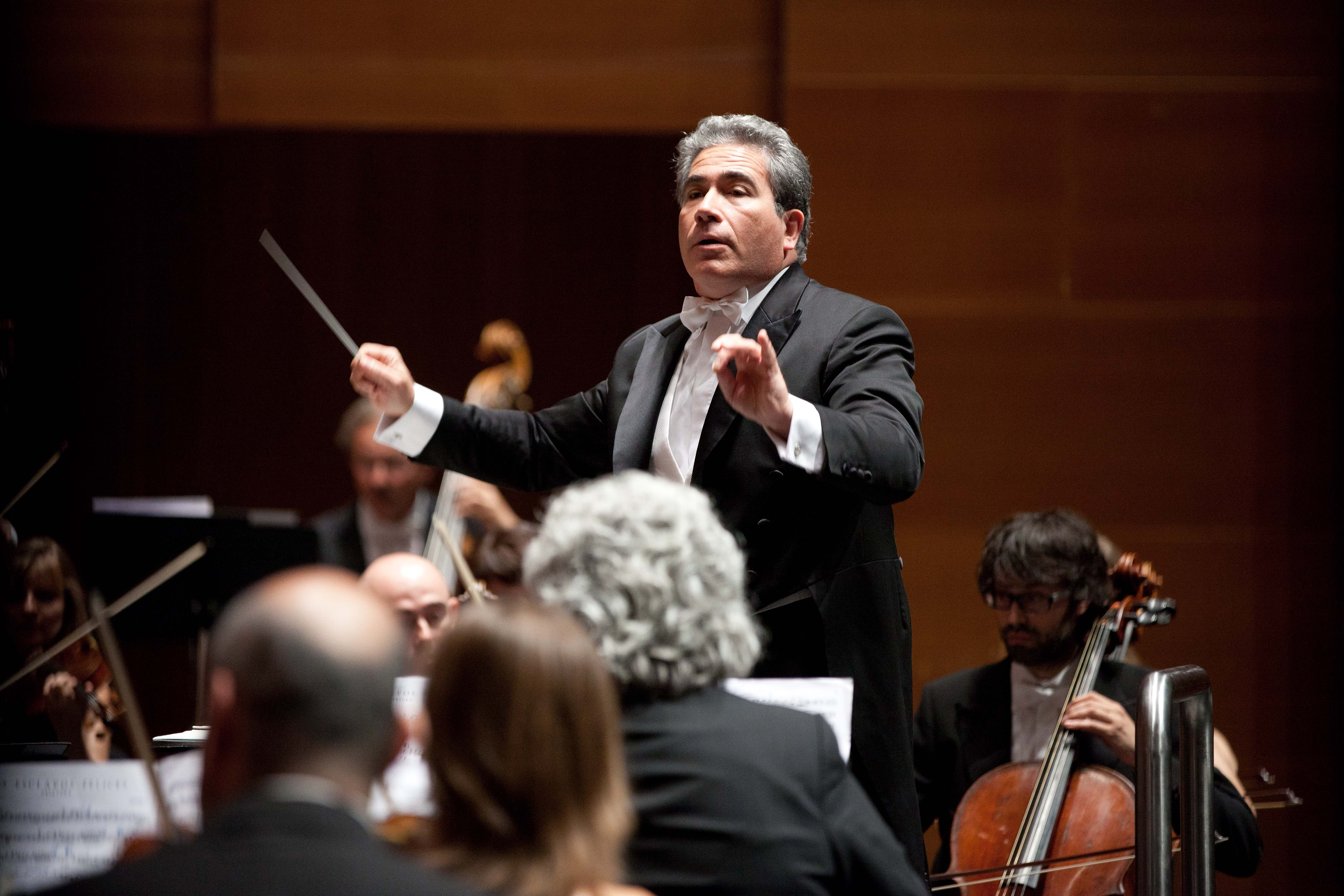
Carlo Rizzi (2013)

Carlo Rizzi (geboren am 19. Juli 1960 in Mailand) ist ein italienischer Dirigent. Er ist insbesondere spezialisiert auf die Klassiker der italienischen Oper, dirigiert aber auch ein breiteres Repertoire.

## Leben
Carlo Rizzi studierte Klavier, Komposition und Dirigieren am Mailänder Konservatorium. Danach arbeitete er zuerst als Korrepetitor an der Mailänder Scala und debütierte im Jahr 1982 im Angelicum in Mailand als Dirigent mit der Oper L’ajo nell’imbarazzo von Gaetano Donizetti. 1983 studierte er beim russischen Dirigenten Vladimir Delman und 1984 bei Franco Ferrara an der Accademia Musicale Chigiana. Im Jahr 1985 gewann er in Parma den dortigen Concorso Toscanini und konnte als Sieger Giuseppe Verdis Falstaff dirigieren.
Während der 1980er Jahre dirigierte er primär in Italien, debütierte aber auch in den Niederlanden und in Japan. 1988 dirigierte er zum ersten Mal in Großbritannien im Rahmen eines Auftritts am Buxton Festival, im Jahr darauf am Opernhaus Sydney, wo er in den beiden folgenden Jahren wiederum gastierte. Im gleichen Jahr gab er sein Debüt an der niederländischen Nationaloper. In Großbritannien dirigierte er zudem die Opera North in Leeds, an der walisischen Nationaloper und am Royal Opera House Covent Garden.
1991 dirigierte er an der Wiedereröffnung des Teatro Carlo Felice in Genua, welches seit seiner Zerstörung im Zweiten Weltkrieg geschlossen war, Verdis Il trovatore. 1992 wurde er als Nachfolger von Charles Mackerras zum Direktor der walisischen Nationaloper ernannt, eine Position, die er bis 2001 sowie von 2004 bis 2007 innehatte. In dieser Funktion dirigierte er sowohl dramatisches als auch sinfonisches Repertoire und trat mit dem dortigen Orchester zum ersten Mal an den Londoner Proms auf. Im Jahr 2015 ernannte es ihn zu seinem Ehrendirigenten.
In Deutschland dirigierte er zum ersten Mal an der Deutschen Oper Berlin. An der Metropolitan Opera in New York debütierte er 1993 mit La Bohème von Giacomo Puccini. Seither tritt er dort regelmäßig auf. Weitere größere Opernhäuser, an denen Rizzi dirigierte sind die Mailänder Scala, das Brüsseler Opernhaus, das Opernhaus Zürich und die Opéra Bastille. Sinfonieorchester, die er für Auftritte dirigierte, sind unter anderem das Chicago Symphony Orchestra, das Los Angeles Philharmonic, das London Symphony Orchestra, das London Philharmonic Orchestra sowie das Orchestre National de France.
Im Jahr 2005 dirigierte Rizzi (als Ersatz für den zuvor verstorbenen Marcello Viotti) die Wiener Philharmoniker in Willy Deckers Neuinszenierung von La traviata an den Salzburger Festspielen. Die Rolle der Violetta sang Anna Netrebko, die Tenorrolle des Alfredo Germont wurde von Rolando Villazón verkörpert. Die sieben angesetzten Aufführungen sollen mehrfach überbucht gewesen sein und Karten sollen zu Preisen von über 2000 Euro gehandelt worden sein. Während Netrebko und Villazón von der Kritik (sowohl der Aufführung als auch des Mitschnitts) positiv beurteilt wurden, wurde Rizzis Dirigat mitunter auch bemängelt.
2016 dirigierte Rizzi das Ensemble der Welsh National Opera für die Uraufführung von Iain Bells Oper In Parenthesis im Wales Millennium Centre in Cardiff.

## Diskographie (Auswahl)
Folgende Opernaufnahmen mit Carlo Rizzi wurden veröffentlicht:
- Domenico Cimarosa: L’italiana in Londra. Maria Angeles Peters, Maurizio Comencini, Bruno Praticò, Orchestra Sinfonica di Piacenza; Bongiovanni.
- Gaetano Donizetti: Il furioso all’isola di San Domingo. Stefano Antonucci, Luciana Serra, Luca Caonici, Maurizio Picconi, Elisabeta Tandura, Coro Francesco Cilea di Reggio, Orchestra Sinfonica della Piacenza, CD Bongiovanni, DVD House of Opera, 1987.
- Gioachino Rossini: Ciro in Babilonia. Ernesto Palacio, Caterina Calvi, Daniela Dessì, Oriana Ferraris, Orchestra Sinfonica di Sanremo; Hunt, 1988.
- Giuseppe Verdi: La traviata. Neil Shicoff, Edita Gruberová, Giorgio Zancanaro, London Symphony Orchestra; Teldec, 1992.
- Giuseppe Verdi: Rigoletto, Alexandru Agache, Jennifer Larmore, Leontina Văduva, Richard Leech, Samuel Ramey, Chorus of Welsh National Opera, Orchestra of Welsh National Opera; Teldec, 1992.
- Charles Gounod: Faust. Jerry Hadley, Samuel Ramey, Cecilia Gasdia; Warner Classics, 1993.
- Giuseppe Verdi: Un ballo in maschera. Michèle Crider, Richard Leech, Vladimir Chernov, María Bayo, Welsh National Opera Chorus, Welsh National Opera Orchestra; Teldec, 1996.
- Giuseppe Verdi: La traviata. (Salzburg 2005): Anna Netrebko, Rolando, Villazón, Wiener Philharmoniker; Regie Willy Decker; Deutsche Grammophon, CD und DVD, 2005.
- Gioachino Rossini: La Cenerentola. Alessandro Corbelli, Gino Quilico, Raúl Giménez, Laura Polverelli, Jennifer Larmore, Royal Opera House Covent Garden Orchestra,  Royal Opera House Covent Garden Chorus; Teldec, 1995.
- Leoš Janáček: Káťa Kabanová. Cheryl Barker, Jane Henschel, Robert Brubaker, Chorus of Welsh National Opera, Orchestra of Welsh National Opera; Chandos, 2007.